# Henry Jenner
Henry Jenner, també conegut pel nom bàrdic Gwas Myghal (Saint Columb Major, Cornualla 1848-1934), fou un poeta i activista de la llengua còrnica.
El 1877, mentre treballava al Museu Britànic, trobà un text fragmentari de 41 línies en vers còrnic, escrites l'any 1400, al darrere d'una carta de drets de St. Stephen-in-Brannel, datada del 1340. La temàtica del text és el matrimoni, i es donen indicacions als núvis sobre com procedir. El 1873 compongué un article per a la publicació "Transactions of the Philological Society", on proposava ressuscitar el còrnic.
El 1901 fundà la primera societat de la llengua còrnica, la Cowethas Kelto-Kernuak (en català: Societat Celto-Còrnica) conjuntament amb el seu deixeble Robert Morton Nance. El 1903 esdevingué membre del Gorsedd bretó. El 1904 publicà l'obra Handbook of the Cornish Language, llibre clau del moviment de recuperació de la llengua còrnica, alhora que aconseguí que Cornualla fos reconeguda com a nació cèltica a l'Eisteddfod de Gal·les. El 1928 organitzà el Gorsedh Kernow, i en fou Gran Bard fins a la seva mort.
La seva versió de còrnic reviscolat es basava en les formes del segle xviii.